# Mazatán (Sonora)
Mazatán es una localidad del estado mexicano de Sonora. Es cabecera del municipio de Mazatán.

## Demografía
| Censo | Población |
| ----- | --------- |
| 1900  | 442       |
| 1910  | 549       |
| 1921  | 571       |
| 1930  | 593       |
| 1940  | 657       |
| 1950  | 644       |
| 1960  | 952       |
| 1970  | 1205      |
| 1980  | 1376      |
| 1990  | 1600      |
| 1995  | 1703      |
| 2000  | 1499      |
| 2005  | 1312      |
| 2010  | 1285      |
| 2020  | 1058      |